# Manuel Álvarez Bravo

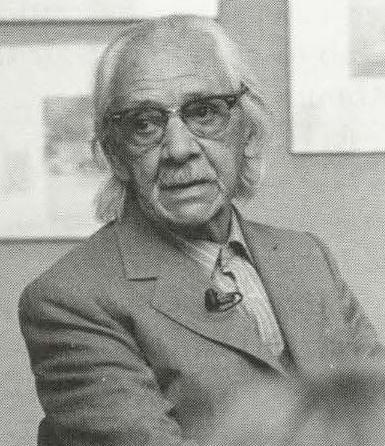
Manuel Álvarez Bravo, 1986

Manuel Álvarez Bravo (* 4. Februar 1902 in Mexiko-Stadt; † 19. Oktober 2002 ebenda) war ein mexikanischer Fotograf. Manuel Álvarez Bravo gilt als Pionier der künstlerischen Fotografie in Mexiko und wird als der Hauptrepräsentant der lateinamerikanischen Fotografie des 20. Jahrhunderts betrachtet.

## Leben und Werk
Manuel Bravo wurde in Mexiko-Stadt am 4. Februar 1902 geboren. Um seinen Beitrag zum Familieneinkommen beizusteuern, verließ er die Schule mit zwölf Jahren und arbeitete in einer Textilfabrik. Sowohl sein Großvater als auch sein Vater waren Amateurfotografen. Dadurch bekam er früh Kontakt mit seinem späteren Metier, in das er durch Selbststudium und das Experimentieren mit verschiedenen Techniken hineinwuchs. In seiner Ethik als Fotograf prägte ihn vor allem sein Vorbild, der deutsch-mexikanische Fotograf Hugo Brehme.
Während des Studiums an der Academia de San Carlos befasste sich Bravo mit Kubismus und abstrakter Malerei sowie mit Dokumentarfotografie. 1930 übernahm er die Arbeit von Tina Modotti bei dem Magazin Mexican Folkways. Er arbeitete auch für Diego Rivera, José Clemente Orozco und David Alfaro Siqueiros.
1931 erwarb das Museum of Modern Art in New York einige seiner Arbeiten. Im selben Jahr gewann Bravo den ersten Preis bei einem Wettbewerb, im darauffolgenden hatte er seine erste Ausstellung in Mexiko-Stadt. 1935 stellte er zusammen mit Henri Cartier-Bresson aus. Von 1938 bis 1939 unterrichtete er an der Escuela Central de Artes. Die Jahre darauf waren ausgefüllt mit Ausstellungen auf dem gesamten amerikanischen Kontinent und der Mitarbeit in der Filmindustrie.
Die bedeutendsten Arbeiten von Álvarez Bravo sind sozialkritische Fotoserien mit klarer Formensprache, aber auch freie Figurendarstellungen, die oft symbolisch-fantastische Anklänge bieten. Dabei spielten historische und ethnische Aspekte eine große Rolle in seiner Kunst. Während seines gesamten Lebens hatte Manuel Álvarez Bravo über 150 Einzelausstellungen und war an etwa 200 Gruppenausstellungen beteiligt.
Bravo war seit 1980 Mitglied der Academia de Artes. 1984 wurde er mit dem Hasselblad Foundation Award ausgezeichnet. Nach einem erfolgreichen, hundertjährigen Leben starb Manuel Álvarez Bravo am 19. Oktober 2002.
Verheiratet war Manuel Álvarez Bravo mit der mexikanischen Fotografin Lola Álvarez Bravo.
Sein Nachlass an Fotonegativen, Veröffentlichungen und Dokumenten wurde 2017 ins Weltdokumentenerbe aufgenommen.

## Ausstellungen (Auswahl)

### Mexiko
- 1932 Galeria Posada
- 1945 Sociedad de Arte Moderno
- 1957 Salón de la Plástica Mexicana
- 1968 Palacio de Bellas Artes
- 1978 Museo de Arte Moderno, Retrospective
- 1989 Centro Cultural
- 1997 Centro de la Imagen

### USA
- 1971 Pasadena Art Museum, New York
- 1987 Institute for Contemporary Photography, New York
- 1997 Museum of Modern Art, New York
- 2001 Paul Getti Museum, Los Angeles

### Europa
- 1985 Bibliotheca National, Madrid
- 1986 Musée d’Art Moderne de la Ville, Paris
- 1992 Musée de l’Elysée, Lausanne

### Andere Länder
- 1983 Israel Museum, Jerusalem
- 1994 Kaiserpalast, Peking
- 1997 Museum of Photographic Arts, Kiyosato, Japan

## Publikationen (Auswahl)
- Cien años, cien días. Mexiko, 2002.
- Colección del Museo de Arte Moderno de México. Bogotá, 2003.
- Photopoetry. Chronicle Books, New York 2008.
  - Deutsche Ausgabe: Photopoetry. Mit einem Vorwort von Colette Alvarez Urbajtel und Texten von John Banville, Jean-Claude Lemagny und Carlos Fuentes. Schirmer/Mosel, München 2008, ISBN 978-3-8296-0376-8.
- Double Elephant. Documentary and Anti-Graphic Photographs. Herausgegeben von Thomas Zander. Steidl, Göttingen 2015, ISBN 978-3-86930-743-5.[5]